# جون داراغ
جون داراغ هو سياسي أمريكي، ولد في 1772 في جزيرة أيرلندا في جمهورية أيرلندا، وتوفي في 13 مايو 1828 بسبب سل. انتخب عمدة بيتسبرغ ‏ (31 يوليو 1817 – يونيو 1825).